# Alberto Martín
Alberto Martín (Barcelona, 20 de Agosto de 1978) é um tenista profissional espanhol, seu melhor ranking de simples na ATP, foi de N. 34.

## Honras
Simples
- 1999 ATP de Casablanca, Marrocos vencendo Fernando Vicente
- 1999 ATP de Bucareste, Romênia vencendo Karim Alami
- 2001 ATP de Palma de Mallorca, Espanha vencendo Guillermo Coria

Duplas
- 2000 ATP de Bucareste, Roménia com Eyal Ram
- 2006 ATP de Amersfoort, Holanda com Fernando Vicente
- 2009 ATP de Buenos Aires, Argentina com Marcelo Granollers